# Cyanallagma
Cyanallagma is een geslacht van libellen (Odonata) uit de familie van de waterjuffers (Coenagrionidae).

## Soorten
Cyanallagma omvat 7 soorten:
- Cyanallagma angelae Lencioni, 2001
- Cyanallagma bonariense (Ris, 1918)
- Cyanallagma corbeti Costa, Santos & I. de Souza, 2009
- Cyanallagma ferenigrum De Marmels, 2003
- Cyanallagma interruptum (Selys, 1876)
- Cyanallagma nigrinuchale (Selys, 1876)
- Cyanallagma trimaculatum (Selys, 1876)